# Merindad de Zornoza
La Merindad de Zornoza era una división administrativa del  Señorío de Vizcaya, actual territorio histórico de Vizcaya en el País Vasco (España). Estaba formada por  las anteiglesias de Echano, Amorebieta, Ibárruri y Gorocica; y la villa de Larrabezúa.
En 1951 Amorebieta y Echano se unen creando el municipio de Amorebieta-Echano mientras que Ibarruri y Gorocica se integran en el municipio de Múgica.
En la actualidad el municipio de Amorebieta-Echano forma parte de la comarca del Duranguesado y muy comúnmente recibe el nombre de Zornoza. En su escudo de armas figura el antiguo nombre de la merindad.
Hasta 1212 en el que el Duranguesado pasa a integrarse en Vizcaya, por la entrega el rey de Castilla Alfonso VIII al Señor de Vizcaya, esta merindad era fronteriza con el reino de Navarra, como aparece mencionado en la Crónica de Ibargüen y de Cachopín del siglo XVI cuando dice que Sancho VI «nombrado el Sabio y de otra manera, el Valiente, dio fueros a la villa de Durango que agora es Vizcaya que entonces hasta el lugar de Navarra del pueblo e anteiglesia de Hechano de la merindad de Çornoça hera suyo...», este rey vivió entre 1150 y 1194.
- Datos: Q2837674